# Reto Francioni
Reto Francioni (* 18. August 1955 in Zürich, Schweiz) ist Verwaltungsratspräsident der Swiss International Airlines und Vorsitzender des Aufsichtsrats der UBS Europe SE in Frankfurt am Main, Deutschland.

## Ausbildung und beruflicher Werdegang
Francioni studierte Rechtswissenschaften und promovierte 1987 an der Universität Zürich. Seine berufliche Laufbahn begann er bei der UBS in Zürich. Danach hatte er verschiedene Leitungsfunktionen inne, unter anderem als Verwaltungsratspräsident der Schweizer Börse SIX Zürich, Co-CEO und Sprecher der Consorsbank AG Nürnberg, Vorstandsvorsitzender der Deutschen Börse AG, sowie im Direktorium, Corporate Finance, von Hoffmann-La Roche Basel. Für die Credit Suisse war er unter anderem in New York City tätig.
Francioni wurde 2013 in den Verwaltungsrat der UBS AG und im November 2014 in den Verwaltungsrat der UBS Group AG gewählt, wo er 2015 Mitglied des Risk Committee und 2019 Mitglied des Compensation Committee wurde. Seit 2022 ist er Vorsitzender des Aufsichtsrat der UBS ESE in Frankfurt am Main, Deutschland. 
Reto Francioni ist verheiratet und hat zwei erwachsene Kinder.

## Lehrtätigkeit
Reto Francioni ist seit 2006 Titularprofessor für angewandte Finanzmarktforschung an der Universität Basel. Er bietet eine Lehrveranstaltung an der Wirtschaftswissenschaftlichen Fakultät an und beteiligt sich an der Betreuung von Master-Arbeiten, Dissertationen und Projekten.
Von 2002 bis 2005 war Reto Francioni Adjunct Professor of Economics and Finance an der Zicklin School of Business, New York, USA (Robert A. Schwartz).

## Weitere Tätigkeiten
- Verwaltungsratsmitglied der Coca-Cola HBC AG[3]
- Verwaltungsratspräsident der Swiss International Air Lines AG[4]
- Verwaltungsratsmitglied der MedTech Innovation Partners AG[5]

## Veröffentlichungen
- Reto Francioni, Robert A. Schwartz: Equity Markets in Transition: Price Discovery, Regulation, The Value Chain and Beyond. Springer, 2017
- Robert A. Schwartz, Reto Francioni: Equity Markets in Action. Wiley, 2004, ISBN 978-0-471-46922-3.
- Robert A. Schwartz, Reto Francioni, Bruce Weber: The Equity Trader Course. Wiley, 2006, ISBN 978-0-471-74155-8